# Lijst van bisschoppen van Willemstad
Dit is de lijst van bisschoppen van het bisdom Willemstad, een Antilliaans rooms-katholiek bisdom. 
Het bisdom Willemstad omvat de eilanden Aruba, Curaçao, Sint Maarten en de openbare lichamen Bonaire, Sint Eustatius en Saba van Caribisch Nederland.

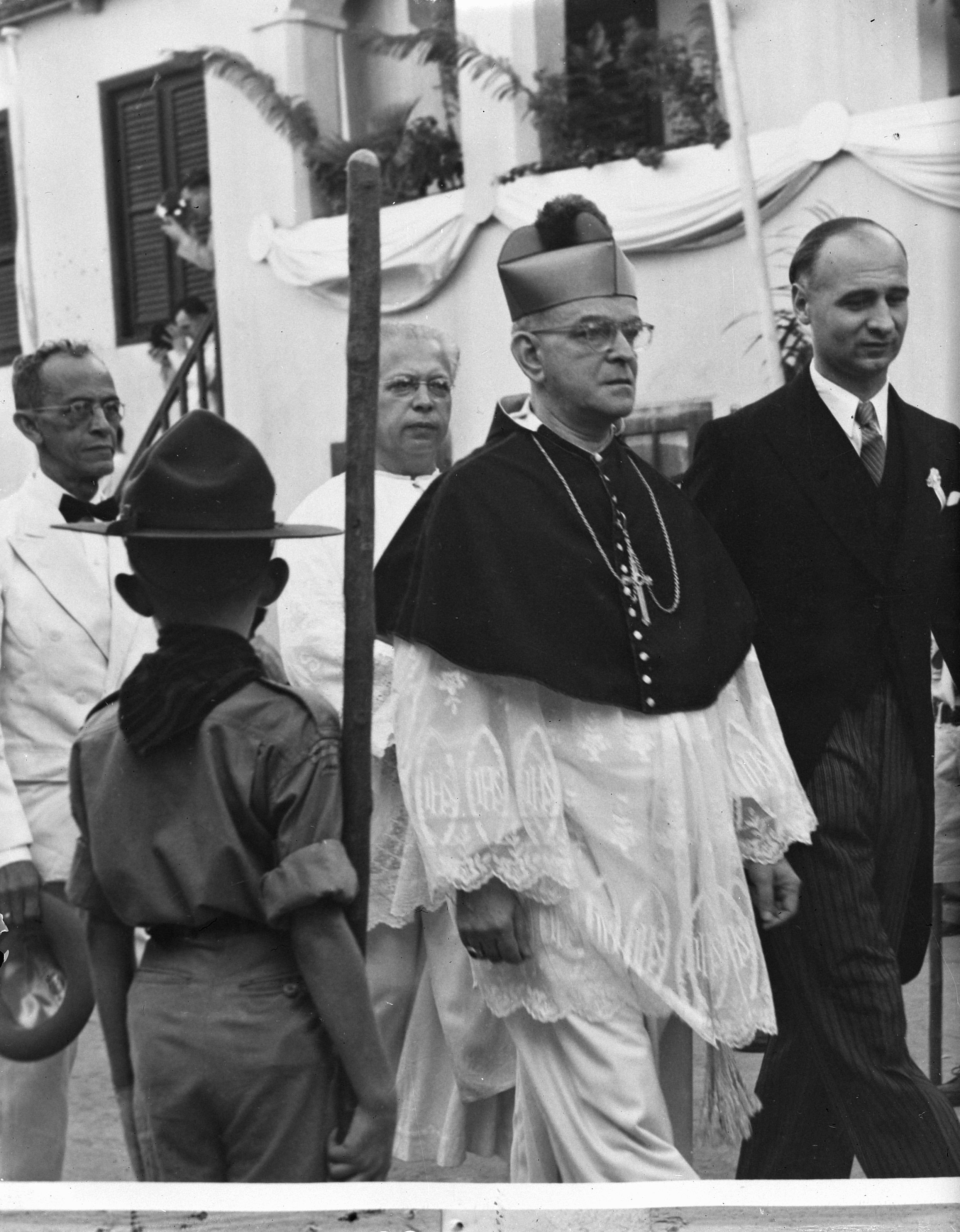
Mgr. Van der Veen Zeppenfeldt (1949)
Apostolisch vicaris van Curaçao van 1948 tot 1956

| Apostolisch prefect van Curaçao | Apostolisch prefect van Curaçao     | Apostolisch prefect van Curaçao |
| ------------------------------- | ----------------------------------- | ------------------------------- |
| ~1823 - 1842                    | Martinus Niewindt                   |                                 |
| Apostolisch vicaris van Curaçao |                                     |                                 |
| 1842 - 1860                     | Martinus Niewindt                   |                                 |
| 1860 - 1866                     | Johannes Kistemaker                 |                                 |
| 1869 - 1886                     | Henricus van Ewijk O.P.             |                                 |
| 1886 - 1887                     | Henricus Reijnen O.P.               |                                 |
| 1887 - 1896                     | Henricus Joosten O.P.               |                                 |
| 1897 - 1910                     | Jacobus van Baars O.P.              |                                 |
| 1910 - 1930                     | Michael Vuylsteke O.P.              |                                 |
| 1931 - 1948                     | Petrus Verriet O.P.                 |                                 |
| 1948 - 1956                     | Lewis van der Veen Zeppenfeldt O.P. |                                 |
| 1956 - 1958                     | Joannes Holterman O.P.              |                                 |
| Bisschop van Willemstad         |                                     |                                 |
| 1958 - 1973                     | Joannes Holterman O.P.              |                                 |
| 1973 - 2001                     | Wilhelm Ellis                       |                                 |
| 2001 - 2025                     | Luigi Secco S.D.B.                  |                                 |